# US Cremonese
US Cremonese is een Italiaanse voetbalclub uit Cremona in Lombardije.

## Geschiedenis
De club was medeoprichter van de Serie A in 1929, maar daarna speelde de club meer in de lagere klassen. In 1984 promoveerde de club weer naar de hoogste klasse en degradeerde na één seizoen, ook in 1989 en 1991 keerde de club voor één seizoen terug.
Onder leiding van Luigi Simoni keerde de club in 1993 terug en kon voor het eerst standhouden, de club werd tiende. Na drie seizoenen degradeerde de club naar de Serie B. In 2000 speelde de club in de Serie C2. Cremonese werd kampioen van de Serie C1 in 2005, de terugkeer in de tweede klasse was echter te zwaar voor de club en Cremonese werd 21ste, wat degradatie betekende.
Vanaf het seizoen 2017/2018 speelt Cremonese weer in de serie B. In 2022 slaagt Cremonese erin om na een jarenlange afwezigheid terug te keren naar de Serie A.

## Eindklasseringen
- 1946 1e
Serie B
- 1947 6e
Serie B
- 1948 6e
Serie B
- 1949 11e
Serie B
- 1950 13e
Serie B
- 1951 20e
Serie B
- 1952 9e
Serie C
- 1953 4e
n4
- 1954 1e
n4
- 1955 3e
Serie C
- 1956 4e
Serie C
- 1957 5e
Serie C
- 1958 12e
Serie C
- 1959 19e
Serie C
- 1960 15e
Serie C
- 1961 12e
Serie C
- 1962 10e
Serie C
- 1963 10e
Serie C
- 1964 6e
Serie C
- 1965 12e
Serie C
- 1966 14e
Serie C
- 1967 18e
Serie C
- 1968 1e
Serie D
- 1969 18e
Serie C
- 1970 5e
Serie D
- 1971 1e
Serie D
- 1972 5e
Serie C
- 1973 6e
Serie C
- 1974 7e
Serie C
- 1975 6e
Serie C
- 1976 2e
Serie C
- 1977 1e
Serie C
- 1978 18e
Serie B
- 1979 9e
Serie C1
- 1980 5e
Serie C1
- 1981 2e
Serie C1
- 1982 10e
Serie B
- 1983 4e
Serie B
- 1984 3e
Serie B
- 1985 16e
Serie A
- 1986 9e
Serie B
- 1987 5e
Serie B
- 1988 6e
Serie B
- 1989 4e
Serie B
- 1990 17e
Serie A
- 1991 3e
Serie B
- 1992 17e
Serie A
- 1993 2e
Serie B
- 1994 10e
Serie A
- 1995 13e
Serie A
- 1996 17e
Serie A
- 1997 20e
Serie B
- 1998 2e
Serie C1
- 1999 20e
Serie B
- 2000 16e
Serie C1
- 2001 7e
Serie C2
- 2002 10e
Serie C2
- 2003 6e
Serie C2
- 2004 1e
Serie C2
- 2005 1e
Serie C1
- 2006 21e
Serie B
- 2007 10e
Serie C1
- 2008 2e
Serie C1
- 2009 9e
Prima Divisione
- 2010 3e
Prima Divisione
- 2011 11e
Prima Divisione
- 2012 5e
Prima Divisione
- 2013 7e
Prima Divisione
- 2014 4e
Prima Divisione
- 2015 8e
Prima Divisione
- 2016 6e
Prima Divisione
- 2017 1e
Prima Divisione
- 2018 14e
Serie B
- 2019 9e
Serie B
- 2020 12e
Serie B
- 2021 13e
Serie B
- 2022 2e
Serie B
- 2023 19e
Serie A
- 2024 4e
Serie B
- 2025 4e
Serie B

- Serie A
- Serie B
- Serie C
- Prima Divisione
- Seconda Divisione
- Serie D
- n4

## Resultaten per seizoen
| Seizoen | Competitie                        | Niveau | Eindstand | Coppa Italia | Opmerking                                                        |
| ------- | --------------------------------- | ------ | --------- | ------------ | ---------------------------------------------------------------- |
| 2000/01 | Serie C2 Girone A                 | IV     | 7         | --           |                                                                  |
| 2001/02 | Serie C2 Girone A                 | IV     | 10        | --           |                                                                  |
| 2002/03 | Serie C2 Girone A                 | IV     | 6         | --           |                                                                  |
| 2003/04 | Serie C2 Girone A                 | IV     | 1         | --           |                                                                  |
| 2004/05 | Serie C1 Girone A                 | III    | 1         | --           |                                                                  |
| 2005/06 | Serie B                           | II     | 21        | 2e ronde     |                                                                  |
| 2006/07 | Serie C Girone A                  | III    | 10        | 2e ronde     |                                                                  |
| 2007/08 | Serie C Girone A                  | III    | 2         | --           |                                                                  |
| 2008/09 | Lega Pro Prima Divisione Girone A | III    | 9         | 1e ronde     |                                                                  |
| 2009/10 | Lega Pro Prima Divisione Girone A | III    | 3         | 3e ronde     |                                                                  |
| 2010/11 | Lega Pro Prima Divisione Girone A | III    | 11        | 2e ronde     |                                                                  |
| 2011/12 | Lega Pro Prima Divisione Girone B | III    | 5         | 1e ronde     | halve finale promotieserie; Ligatopscorer: Giuseppe Le Noci (17) |
| 2012/13 | Lega Pro Prima Divisione Girone A | III    | 7         | 3e ronde     |                                                                  |
| 2013/14 | Lega Pro Prima Divisione Girone A | III    | 4         | 2e ronde     | halve finale promotieserie                                       |
| 2014/15 | Lega Pro Prima Divisione Girone A | III    | 8         | 3e ronde     |                                                                  |
| 2015/16 | Lega Pro Prima Divisione Girone A | III    | 6         | 1e ronde     |                                                                  |
| 2016/17 | Lega Pro Prima Divisione Girone A | III    | 1         | 3e ronde     |                                                                  |
| 2017/18 | Serie B                           | II     | 14        | 3e ronde     |                                                                  |
| 2018/19 | Serie B                           | II     | 9         | 2e ronde     |                                                                  |
| 2019/20 | Serie B                           | II     | 12        | 4e ronde     |                                                                  |
| 2020/21 | Serie B                           | II     | 13        | 3e ronde     |                                                                  |
| 2021/22 | Serie B                           | II     | 2         | 1e ronde     |                                                                  |
| 2022/23 | Serie A                           | I      | 19        | halve finale |                                                                  |
| 2023/24 | Serie B                           | II     | 4         | 8e finale    | finale promotieserie > Venezia FC: 0-0 (T) / 0-1 (U)             |
| 2024/25 | Serie B                           | II     | 4         | 2e ronde     | winnaar promotieserie > Spezia Calcio: 0-0 (T) / 3-2 (U)         |
| 2025/26 | Serie A                           | I      | .         | 1e ronde     |                                                                  |

## Bekende (oud-)spelers
- John Aloisi
- Davide Astori
- Hugo Bargas
- Dražen Brnčić
- Antonio Cabrini
- Paolo Castellini
- Enrico Chiesa
- Cyriel Dessers
- Gustavo Dezotti
- Giuseppe Favalli
- Matjaž Florjančič
- Dennis Johnsen
- Anders Limpar
- Attilio Lombardo
- Domenico Marocchino
- Luca Marrone
- David Okereke
- Marko Perović
- Michelangelo Rampulla
- Samir Ujkani
- Franco Vázquez
- Gianluca Vialli

## Rivaliteit en bevriende clubs
De grote rivalen van Cremonese zijn Piacenza, Brescia, Pavia, Mantova en Parma. De derby tegen Brescia werd in het seizoen 2017/2018 voor het eerst in een tiental jaren weer gespeeld.